# Prolativo
Il caso prolativo è un caso grammaticale e traduce preposizioni come per mezzo di e a mo' di.
È presente in lingue come l'estone. Nel finlandese ha un uso più limitato, traducendo unicamente le preposizioni "per", "via":
- postitse = per posta
- puhelimitse = per telefono
- meritse = via mare, per mare
- netitse = via internet, su internet

Il prolativo è spesso considerato dai linguisti finlandesi un'adposizione piuttosto che un vero e proprio caso. Ciò è dovuto al fatto che tale caso non mostra una concordanza con gli aggettivi come gli altri casi finlandesi.
Il caso vialis nelle lingue eschimo-aleutine viene usato similmente per esprimere un movimento su una superficie o lungo un sentiero, una strada o un percorso.
Nella linguistica basca spesso si parla del caso nortzat/nortako (suffisso -tzat o -tako) come "prolativo" (prolatiboa) 
Tuttavia, il vero significato di questo caso non è correlato con il prolativo del finlandese o dell'estone, e perciò è stato anche chiamato essivo/traslativo, poiché traduce espressioni come  lelotzat hartu zuten "lo considerano un pazzo" 
Le preposizioni per mezzo di e a mo' di (indicate tramite il prolativo nel finlandese e nell'estone), in basco vengono tradotte col caso strumentale (suffisso -[e]z).